# Zale lapidari
Zale lapidari är en fjärilsart som beskrevs av Haimbach 1928. Zale lapidari ingår i släktet Zale och familjen nattflyn. Inga underarter finns listade i Catalogue of Life.